# 썰
《썰》은 2021년에 개봉한 대한민국의 영화이다.

## 캐스팅
- 김강현 : 이빨 역
- 찬희 : 정석 역
- 김소라 : 세나 역
- 조재윤 : 이충무 역
- 장광 : 최 회장 역
- 정진영 : 전문가 역 (특별출연)